# Linnasaari (Viipuri)
L'île Linnasaari (en russe : Остров Твердыш, Ostrov Tverdish) est une île du golfe de Finlande située à Vyborg en Russie.